# Micromus neocaledonicus
Micromus neocaledonicus är en insektsart som först beskrevs av Nakahara 1960.  Micromus neocaledonicus ingår i släktet Micromus och familjen florsländor. Inga underarter finns listade i Catalogue of Life.